# Eugenius Frederik van Württemberg

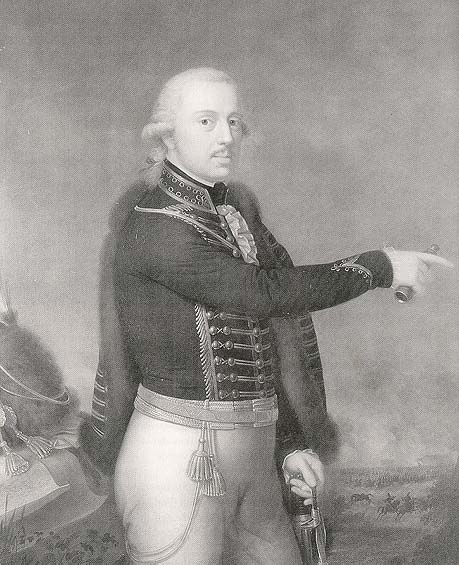
Eugenius Frederik van Württemberg.

Eugenius Frederik Hendrik van Württemberg (Schwedt, 21 november 1758 - Meiningen, 20 juni 1822) was hertog van Württemberg. Hij behoorde tot het huis Württemberg.

## Levensloop
Eugenius Frederik was de derde zoon van hertog Frederik Eugenius van Württemberg uit diens huwelijk met Frederika Dorothea Sophia van Brandenburg-Schwedt, dochter van markgraaf Frederik Willem van Brandenburg-Schwedt. Hij was een broer van Frederik I, de eerste koning van Württemberg, en tsarina Maria Fjodorovna van Rusland.
De lutherse prins werd opgevoed door Johann Georg Schlosser, een schoonbroer van dichter Johann Wolfgang von Goethe. Onder invloed van zijn vrome moeder was hij piëtist. Daarnaast was hij ook Rozenkruiser en een theosofisch georiënteerde vrijmetselaar, die tot de conservatieve vleugel van de maçonnieke beweging hoorde.
Eugenius Frederik trad al op jonge leeftijd in Pruisische militaire dienst. Met zijn vierde Huzarenregiment was hij gestationeerd in de Silezische stad Oels, de toenmalige residentie van zijn Württembergse verwanten die over het hertogdom Oels regeerden. Eugenius Frederik werd genoemd in het testament van de laatste hertog, Karel Christiaan Erdmann van Württemberg-Oels, die hem de stad en het slot van Carlsruhe naliet.
Vanaf 1795 was Eugenius gouverneur van de vesting van Glogau. Hij vocht ook mee in de napoleontische oorlogen en commandeerde in 1806 bij de Slag bij Jena als cavaleriegeneraal het Pruisische reserveleger, dat op 18 oktober bij Halle verslagen werd door de Franse generaal Jean-Baptiste Bernadotte.
Onder hertog Eugenius werd Carlsruhe een volwaardige residentie, waar hij een theater en hofkapel liet bouwen. De hertog was een groot promotor van componist Carl Maria von Weber, die hij in september 1806 als kapelmeester naar Carlsruhe haalde. Eugenius Frederiks zoon Eugenius onderscheidde zich tijdens de Duitse bevrijdingsoorlog, maar aangezien dit veel geld kostte, moest Eugenius zijn theater sluiten en Weber ontslaan. In 1820 liet hij op de slotplaats van Carlsruhe het zogenaamde Ridderhuis bouwen.
Van 1820 tot aan zijn dood in juni 1822 was Eugenius Frederik lid van de Eerste Kamer van de Württembergse Landsstaten. Hij kwam echter nooit naar de vergaderingen en liet zich steeds vertegenwoordigen door graaf Karl von Reischach. Zijn laatste levensmaanden bracht hij door in Meiningen, waar hij op 23 juni 1822 met militaire eer en 25 saluutschoten werd bijgezet in de Hertogelijke Cryptekapel.

## Huwelijk en nakomelingen
Op 21 januari 1787 huwde hij in de Slotkerk van Meiningen met prinses Louise van Stolberg-Gedern (1764-1834), dochter van graaf Christiaan Karel van Stolberg-Gedern en weduwe van hertog Karel Willem van Saksen-Meiningen. Ze kregen vijf kinderen:
- Eugenius (1788-1857), generaal in het Russische leger, huwde eerst in 1817 met prinses Mathilde van Waldeck-Pyrmont en daarna in 1827 met prinses Helena van Hohenlohe-Langenburg
- Louise (1789-1851), huwde in 1811 met vorst August van Hohenlohe-Öhringen (27-11-1784 - 15-02-1853)
- George Ferdinand (1790-1795)
- Hendrik (1792-1797)
- Paul Willem (1797-1860), natuurvorser en ontdekker, van 1827 tot 1835 gehuwd met Maria Sophia van Thurn und Taxis

- Gemeinsame Normdatei: 100695388
- International Standard Name Identifier: 0000 0000 1211 361X
- Virtual International Authority File: 47114515
- WorldCat: E39PBJht9TjMFmJ9cXYppJwV4q